# Ендрю Мейнард
Ендрю Мейнард (англ. Andrew Maynard, нар. 8 квітня 1964, Лорел, Меріленд, США) — американський професійний боксер, олімпійський чемпіон (1988), призер Панамериканських ігор.

## Аматорська кар'єра
На Панамериканських іграх 1987 після перемоги над аргентинцем Оскаром Гонсалесом програв у півфіналі Пабло Ромеро (Куба).
 Олімпійські ігри 1988 
- 1/8 фіналу. Переміг Мікаела Масое (Самоа) — RSC
- 1/4 фіналу. Переміг Лайоша Ероса (Угорщина) — 5-0
- 1/2 фіналу. Переміг Генрика Петрича (Польща) — TKO
- Фінал. Переміг Нурмагомеда Шанавазова (СРСР) — 5-0

## Професійна кар'єра
У 1989 році провів свій перший професійний бій, перемігши технічним нокаутом у першому раунді Зака Ворті. Після цього здобув ще декілька перемог та титул чемпіона Північноамериканської боксерської федерації. Згодом зазнав першої у кар'єрі поразки, у сьомому раунді він був нокаутований Боббі Чизом.
У січні 1991 року його нокаутував Френк Тейт. Незважаючи на поразки, Мейнард вийшов на бій за титул чемпіона WBC, яким володів француз Анаклет Вамба. Цей поєдинок пройшов при повній перевазі чемпіона. Судді одностайним рішенням оголосили перемогу французу. Після цього кар'єра Мейнарда різко пішла на спад. Він став багато програвати не дуже сильним суперникам. У кінці 2000 року, після ще одної поразки, вирішив завершити кар'єру.